# Trichophyton schoenleinii
Espèce
Trichophyton schoenleinii est une espèce de champignons de la famille des Arthrodermataceae, responsable du favus (ou teigne favique). 